# Paul de Lamerie

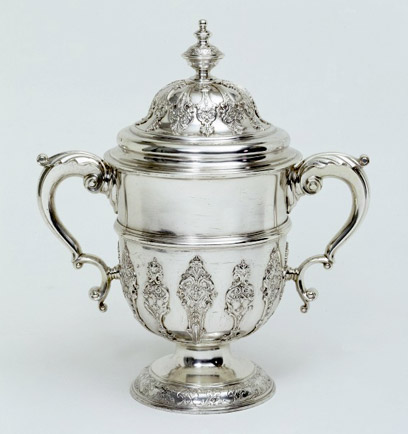
Coupe avec couvercle, fabriqué par Paul de Lamerie, 1736–1737 (Victoria and Albert Museum no. 819-1890), réputé avoir été le modèle de la Coupe Webb Ellis, remise au champion du monde de rugby à XV.

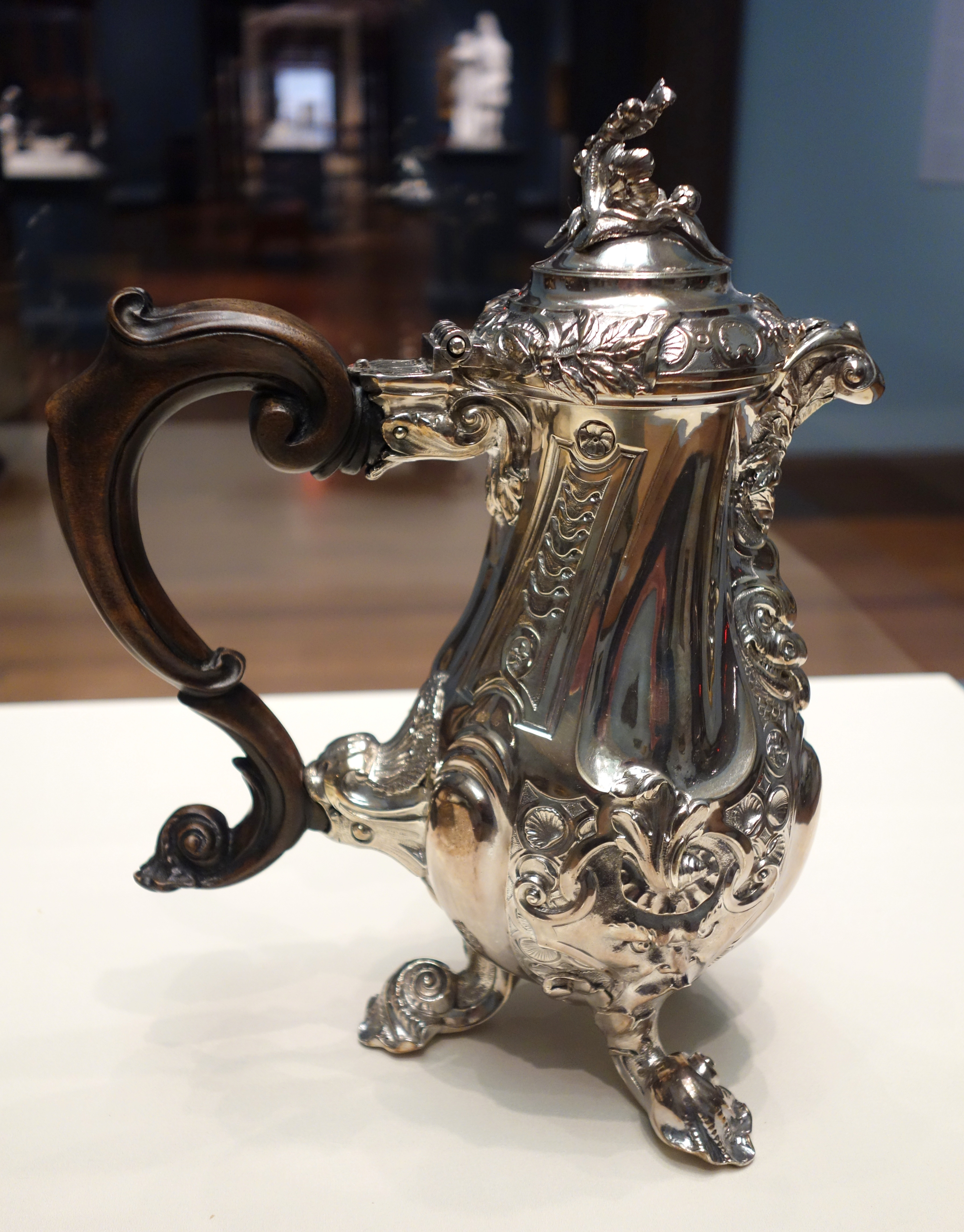
Pichet à café rococo, 1738

Paul de Lamerie (9 avril 1688 - 1er août 1751) est un orfèvre londonien du XVIIIe siècle. Le Victoria and Albert Museum le décrit comme « le plus grand orfèvre travaillant en Angleterre au XVIIIe siècle ». Son style très élaboré en fit une célébrité à son époque, et une référence sur le marché de l'art depuis. Bien que la seule présence de son poinçon augmente la valeur d'une pièce d'argenterie, sa production a été importante et toutes ses pièces ne sont pas exceptionnelles. Du fait du nombre élevé de pièces marquée de son poinçon, il est presque certain que Paul de Lamerie a sous-traité des travaux à d'autres orfèvres ou qu'il a apposé sa marque sur certaines pièces d'orfèvres n'appartenant pas encore à la guilde des orfèvres (Goldsmiths' Company) ainsi qu'il était de coutume.

## Jeunesse et famille
Paul de Lamerie est né à Bois-le-Duc dans les Provinces-Unies (Pays-Bas actuels). Il était le fils d'un petit noble français, Paul Souchay de la Merie, un huguenot qui avait quitté la France à la suite de la Révocation de l’Édit de Nantes en 1685.Ce dernier, devenu officier dans l'armée de Guillaume III d'Orange-Nassau, s'installa à Londres lors de la Glorieuse Révolution (en 1689), et il y mourut pauvre en 1735.
Paul de Lamerie épouse Louisa Juliott le 11 février 1717, de qui il a deux fils et quatre filles, dont trois filles ont atteint l'âge adulte.
Paul de Lamerie décède à Londres et est enterré à l'église Sainte-Anne de Soho (en). Une plaque commémorative a été inaugurée le 16 janvier 1992 sur l'emplacement de son atelier au 40 Gerrard Street.

## Carrière

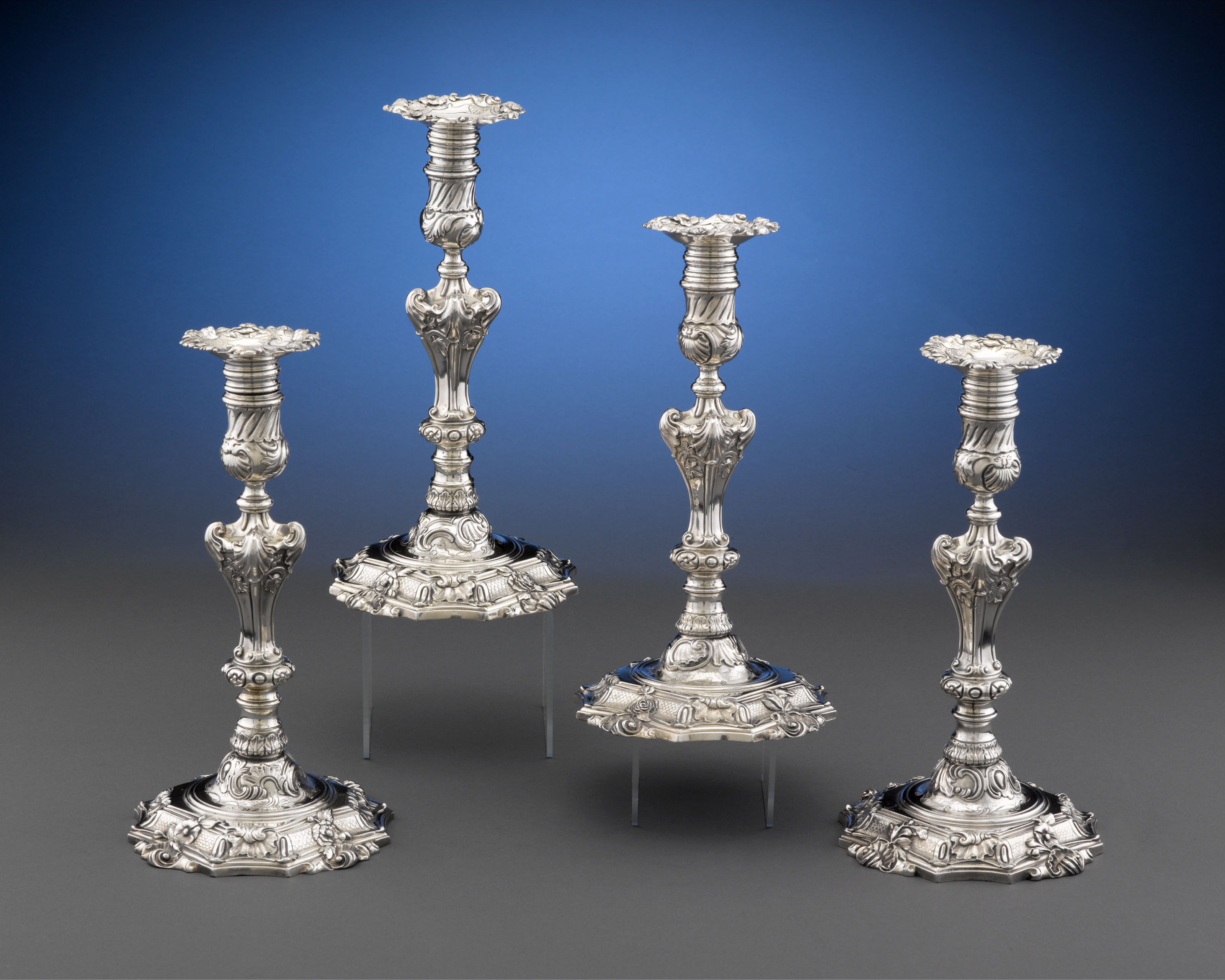
Chandeliers d'Argent de Paul de Lamerie, marqués à Londres, vers 1747-1749.

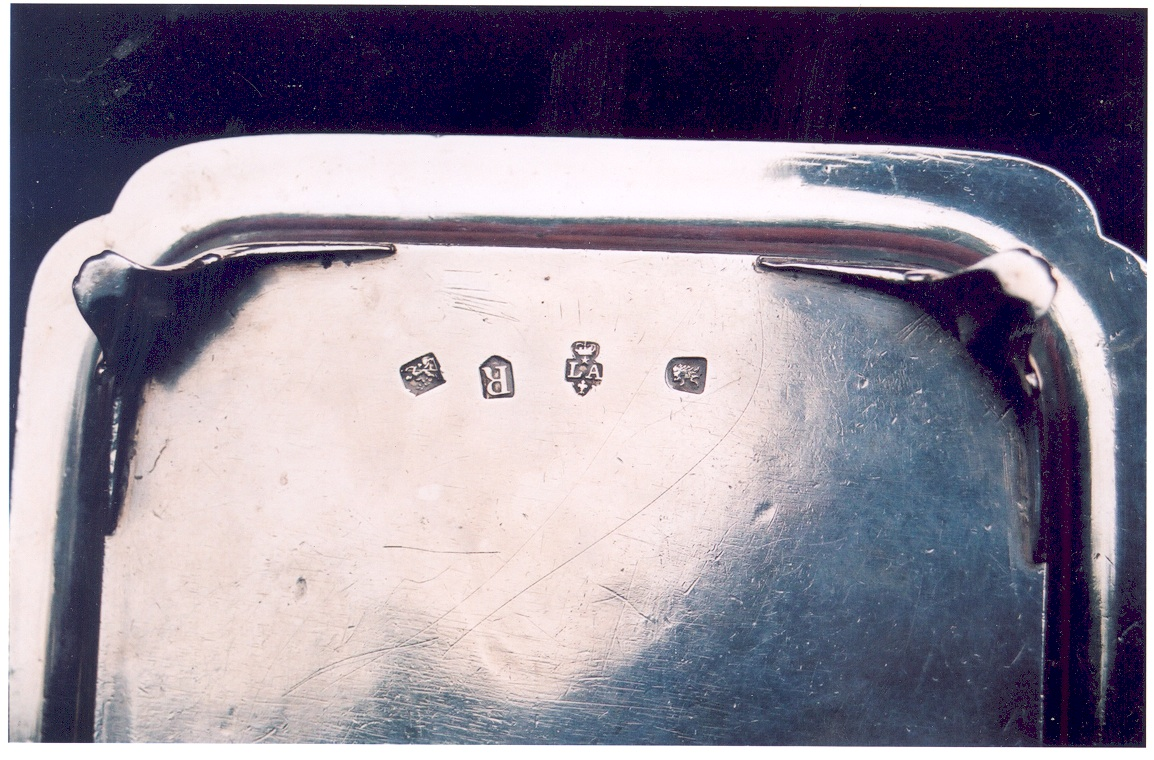
Poinçon de Paul de Lamerie sur le dessous d'un plateau (1732).

En août 1703, de Lamerie entre comme apprenti chez l'orfèvre londonien d'origine huguenote, Pierre Platel (1659-1739). De Lamerie ouvre son propre atelier en 1713 et est nommé orfèvre du roi George Ier en 1716. Il travailla en partenariat avec Ellis Gamble - ancien apprenti de maître William Hogarth - entre 1723 et 1728. Ses premiers travaux s'inscrivent dans les styles simples de la reine Anne, suivant les modèles français classiques, mais de Lamerie est réputé pour son style rococo élaboré des années 1730, en particulier les œuvres richement décorées d'un artisan non identifié, le maître Maynard.
En quittant ses premiers locaux à Great Windmill Street, il s'installe au 40 Gerrard Street en 1738. Il y vivait et y avait probablement son magasin, ses ateliers étant situés dans l’une des 48 propriétés qu’il possédait dans le quartier.
Parmi ses clients, on trouve les tsarines Anna et Catherine, le comte Aleksey Bobrinsky, Sir Robert Walpole, le comte d’Ilchester, le comte de Thanet, le vicomte Tyrconnel, le duc de Bedford et d’autres membres de l’aristocratie anglaise. Il a également travaillé pour le roi Jean V du Portugal avant de perdre ce client, conquis par la maison Germain, de Paris. Une de ses productions pour la cour portugaise a été une immense baignoire en argent massif qui fut perdue lors du grand tremblement de terre de 1755 à Lisbonne .
Il a siégé aux comités de la compagnie des orfèvres, mais il n'en est jamais devenu le "Premier Gardien". Il a également servi en tant que capitaine puis major au sein des Westminster Volunteers.
Le musée Ashmolean d'Oxford possède le service de toilette de Treby (29 pièces, Londres, 1724-1725).
Une coupe en argent à deux anses avec couvercle de Paul de Lamerie, datées de 1720, faisaient partie des cadeaux de mariage de la reine Elizabeth II.
La coupe Webb Ellis, trophée remis à l'équipe championne du monde de rugby à XV, est directement inspirée d'une création de Paul de Lamerie.

## Procès
En 1722, un jeune ramoneur a intenté une action en justice contre de Lamerie après avoir trouvé un bijou et l’avoir emmené dans son magasin pour le faire évaluer. Lorsque le garçon a demandé à récupérer le bijou, l'apprenti de De Lamerie n'a rendu que la douille du bijou et non les pierres. Le banc du roi a statué que même si le garçon n'avait pas la propriété absolue du bijou, il avait le droit de le garder contre tout autre personne sauf le propriétaire légitime. De Lamerie fut condamné à rendre le bijou ou à payer sa valeur au garçon. Son nom fut orthographié "Delamirie" par le greffier.

## Postérité et reconnaissance sur le marché de l'art
Paul de Lamerie est reconnu comme l'orfèvre le plus marquant du XVIIIe siècle anglais. Un article nécrologique paru dans le London Evening Post le décrivait comme "particulièrement réputé pour ses œuvres décoratives, et ... ayant grandement contribué à amener cette branche du commerce à la perfection où elle est actuellement." 
Dans le catalogue de la  vente de la collection d'argent du duc de Sussex chez Christie's en 1843, une urne à thé est décrite comme "dans le beau goût de Paul L'Emery" (sic), et quelque 20 ans plus tard, le catalogueur de l'exposition Antiquaires et œuvres d'art tenue au Ironmongers' Hall en 1861 compare une gourde exposée par la maison Lambert à celle "de Paul'Emere sous le règne du roi Guillaume III...donnée par la reine Anne au grand duc de Marlborough". Malgré l'erreur sur les dates dans ce dernier cas, ces descriptions montrent que l’œuvre de Paul de Lamerie avait fourni au marché de l'art une norme pour juger les créations en argenterie.